# حسين فركي
حسين فركي (بالفارسية: حسین فرکی)، من مواليد 22 مارس 1957م، وهو لاعب كرة قدم إيراني معتزل ومدرب حالياً لأحد الأندية الإيرانية، شارك مع منتخب بلاده في نهائيات كأس العالم والتي استضافته الأرجنتين سنة 1978م.